# Jacques Fonlupt-Espéraber
Pour les personnes ayant le même patronyme, voir Fonlupt.
Jacques Fonlupt, dit Jacques Fonlupt-Espéraber, est un homme politique français, né le 30 avril 1886 à Mulhouse (Haut-Rhin) et mort le 4 décembre 1980 à Pau (Pyrénées-Atlantiques).

## Biographie
Jacques Fonlupt est le fils d'Antoine Fonlupt, négociant auvergnat, et de Marie-Louise Busch. Après un premier poste d'avocat à Brest, il se marie le 17 septembre 1908, à Sauveterre-de-Béarn, avec Henriette Esperaber, juriste agrégée rencontrée dans les rangs du Sillon. Dès lors, il accole le nom de son épouse au sien. 
Militant CFDT, il est l'avocat de Pierre Mendès France pendant la Seconde Guerre mondiale. 
Il est, sous l'autorité du CNR, nommé en 1943 préfet régional pour l'Alsace. Mais il s'était fait remarquer par son hostilité au maire de Strasbourg Charles Frey, se présentant systématiquement contre lui aux élections législatives. C'est donc un autre démocrate-chrétien, Charles Blondel, que le gouvernement provisoire préfère désigner, à la Libération, comme commissaire régional de la République à Strasbourg, Fonlupt devenant pour sa part préfet du Haut-Rhin. Blondel donnera de lui cette appréciation hiérarchique : « M. Fonlupt possède les plus grandes qualités de cœur et d’intelligence. Il connaît admirablement les choses de l’Alsace et a une vaste culture juridique. Mais il supporte difficilement d’être subordonné et a le goût du pouvoir personnel, ce qui ne lui facilite pas ses tâches propres, ni celles de ses supérieurs ».
Il est député MRP du Haut-Rhin de 1945 à 1955 et s'engage par ailleurs dans l'Association France-Algérie. En 1947, il s'illustre particulièrement en tant que rapporteur, à l'Assemblée nationale, du projet de loi sur le statut de l'Algérie. 
Il était le beau-père de Pierre-Henri Teitgen, par le mariage de celui-ci avec sa fille Jeanne.

## Publications
- Alsace et Lorraine, hier, aujourd'hui, demain, Bloud et Gay, 1945